# L'Orador
L'Orador també coneguda com L'Arringatore, és una de les escultures més importants i admirades de l'art etrusc, data del Segle I aC, i representa a un orador, el noble anomenat Aule Metel (Aulus Metellus en llatí, Aule Metel en etrusc).

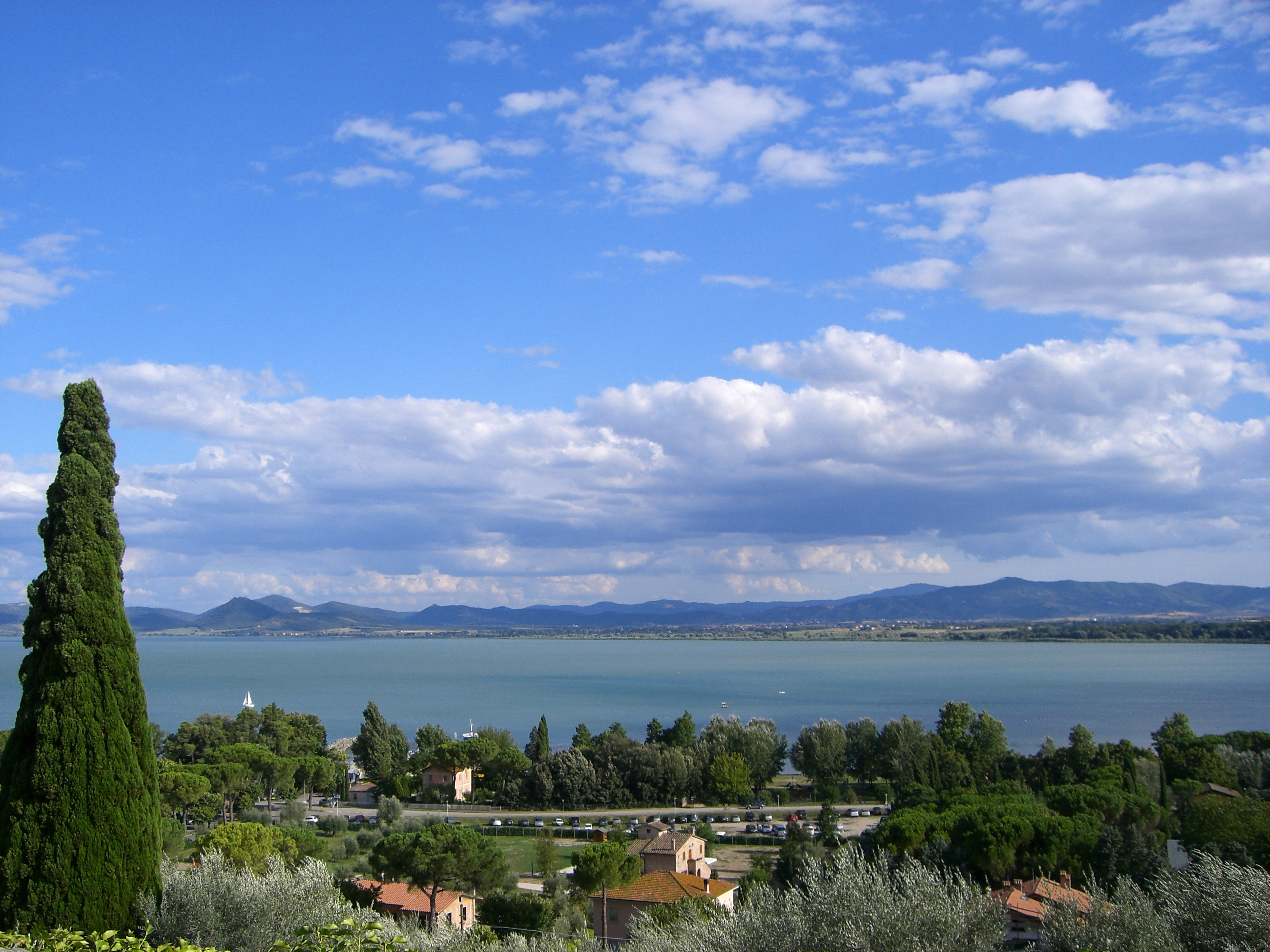
Panoràmica del Llac Trasimè, a la riba del qual es va trobar l'estàtua de l'Orador.

## Lloc de la troballa
L'escultura va ser trobada l'any 1566 prop del Llac Trasimè, pertanyent a la província de Perusa, a la regió d'italiana d'Úmbria.

## Autor
Es desconeix l'autoria de l'escultura, però durant llarg temps es creia que era romana, però a la part inferior de la túnica apareix un nom en caràcters etruscs (AULESI.METELIS.VEU.VESIAL.CLENSI CEN.JRELES.TECE.SANSL.TERINE EL TEU INES. CHISVLICS), pel que es creu que va poder ser un exvot.

## Estil i característiques tècniques

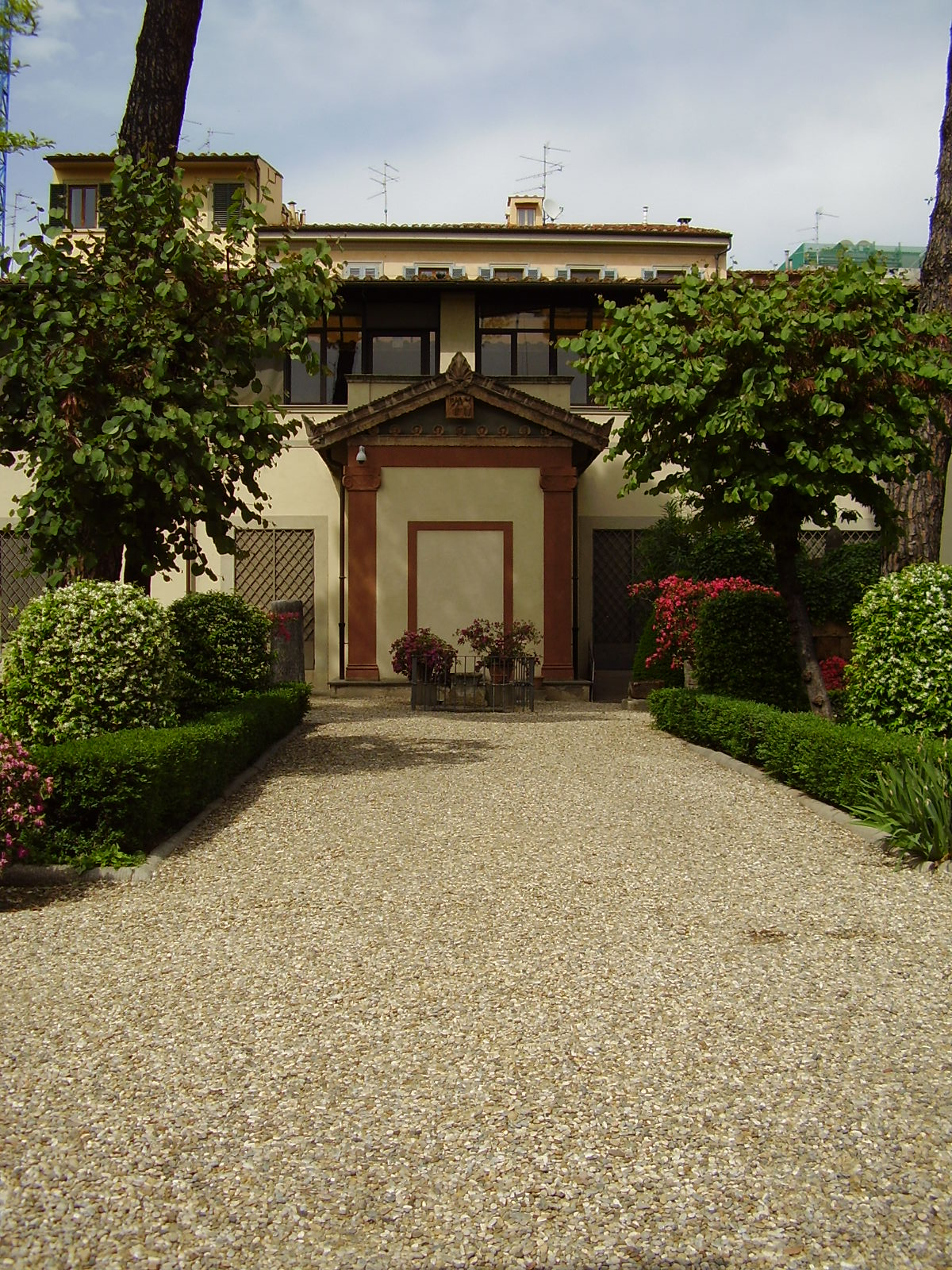
El pavelló etrusc del Museu Arqueològic de Florència.

- Aquesta escultura pertany a l'art etrusc, amb estil hel·lenístic i influència romana.
- Estàtua de cos sencer.
- Material: bronze de fosa.
- Altura: 1,80 m.
- Llueix una toga romana.

## Conservació
Actualment es troba al Museu Arqueològic de Florència.